# Нестер Степан
Нестер Степан (*1920, Лопатин — †1965, Тасманія, Австралійський союз) — український письменник, співак.

## З біографії
Народився 1920 року у селі Лопатин Радехівського повіту в Галичині. Здобував філологічну освіту в Львівському університеті (1940–1941), навчався у Віденській консерваторії, вивчав у 1946–1947 роках романістику в Гайдельберзі (Німеччина). У 1947 році емігрував до Австралії, працював учителем у середніх школах. Друкувався в часописах Львова, Кракова, Мюнхена. Помер у 1965 році у Тасманії.

## Творчість
Автор збірки «Від Лопатина до Тасманії», нарисів і фейлетонів.